# Gottlieb Friedrich Bach
Gottlieb Friedrich Bach (* 10. September 1714 in Meiningen; † 25. Februar 1785 ebenda) war ein deutscher Musiker und Maler, der zur Musikerfamilie Bach gehörte.

## Leben
Gottlieb Friedrich Bach war der zweite Sohn Johann Ludwig Bachs und dessen Frau Susanna Maria Bach (geb. Rust). Aus seiner 1751 in Meiningen geschlossenen Ehe mit Juliana Friderica Charlotta Bach (geb. Anthing) gingen drei Kinder hervor. Gottlieb Friedrich Bach hatte am Meininger Hof das Amt des Hoforganisten und ab 1745 des Kabinettmalers inne.
Er porträtierte seinen Vater Johann Ludwig Bach, Carl Philipp Emanuel Bach, Wilhelm Friedemann Bach sowie  Mitglieder des Meininger Herzoghauses und andere Thüringer Fürsten. Carl Philipp Emanuel Bach berichtete auch von einem Porträt Johann Sebastian Bachs, doch ist darüber heute nichts Sicheres bekannt.
Nach seinem Tod übernahm sein Sohn Johann Philipp Bach seine Ämter.